# Mira el puerto
Mira el puerto è una raccolta di Cristiano Malgioglio.

## Tracce
1. Mira el puerto
2. Quantes trenes
3. Pienso en ti
4. El movil esta fuera de cobertura
5. Condenado a amarte
6. Ultima tentacion
7. Los chicos de Andalucia
8. En privado (In private)
9. Ahora tu comeme
10. Vuelo alto de gaviotas